# Sid Meier's Alpha Centauri
Sid Meier's Alpha Centauri (ibland förkortat SMAC eller Alpha Centauri) är ett 4X turordningsbaserat strategispel skapat av Brian Reynolds och Sid Meier hos Firaxis Games 1999. Handlingen kretsar kring ett rymdskepp som skickats iväg från jorden för att kolonisera en planet i stjärnsystemet Alfa Centauri. Spelet är en lös fortsättning på Reynolds tidigare titel, Civilization II, där man kan vinna genom att bygga ett koloniseringsrymdskepp och skicka det till Alfa Centauri. Ett expansionspaket, Sid Meier's Alien Crossfire (förkortat SMACX eller bara SMAX) släpptes också. Trots att spelet var relativt populärt så nådde det inte upp till samma nivå i popularitet som Civilization-spelen och spelet blev släppt som gratisprogram ganska snabbt. Efter att ha nått till kultstatus online drog ägarna tillbaka gratisstatusen. Patchade versioner av Alpha Centauri och Alien Crossfire såldes senare gemensamt som Alpha Centauri Planetary Pak.

## Handling
I spelets bakgrundshistoria har jorden förstörts genom krig, sjukdom, svält och andra katastrofer. Förenta nationerna lyckas skicka iväg ett koloniseringsrymdskepp, med namnet Unity' ("enighet"), till Alfa Centauri, där en jordliknande planet, Chiron (oftast kallad bara Planeten), har upptäckts. Man hoppas att jordens bästa förmågor som finns ombord på Unity kan bygga den perfekta civilisationen där.
Medan Unity närmar sig Alfa Centauri sker ett tekniskt fel, vilket väcker de högsta officerarna från sitt nedfrusna tillstånd. Medan besättningen försöker reparera skadan blir skeppets kapten, Garland, lönnmördad av en okänd baneman. Detta leder till att besättningen splittras i sju olika fraktioner, ledda av sju höga officerare på skeppet. Skadan på Unity kan inte repareras och fraktionerna tar över var sin landningsfarkost och landar på Chiron. (Här tar själva spelet vid.) Dessa sju, med olika personligheter och ideologier börjar sedan bygga upp sju olika samhällen på Chiron i konkurrens med varandra.

## Spelsätt
I spelet tar spelaren rollen som en av de sju fraktionernas ledare och försöker expandera sin koloni och vinna spelet. Spelarna befinner sig i ett lopp mot segern mot de andra fraktionerna och kan använda ett antal strategier för att nå målet. Vetenskapliga upptäckter i spelet bestämmer vilka teknologier som är tillgängliga för fraktioner och detta bestämmer vilka byggnader och enheter som man kan bygga i sina kolonibaser. Till skillnad från de tidigare Civilization-spelen och Civilization III tillåter Alpha Centauri spelaren att själv utforma sina enheter (spelaren kan till exempel välja att bygga en enhet med lite pansar och stor eldkraft vilket är billigare och snabbare än att ge enheten maximalt pansar och eldkraft).
Alpha Centauri är också relativt ovanligt när det kommer till civilisationsbyggarspel då det är ett relativt öppet spel, och det finns många olika parametrar för seger, som spelaren kan ändra på. Spelaren kan välja att arbeta mot en seger baserad på diplomati (en tillräckligt stor andel röstar för att spelarens fraktion ska leda hela mänskligheten), ekonomi (pengar motsvaras i spelet av "energi" och har man tillräckligt stor ekonomisk dominans vinner man), erövring (vinst om spelaren erövrar samtliga baser) eller "transcendens". På Chiron upptäcker människorna en inhemsk livsform, en form av svampliknande vegetation som finns på hela planetens yta. Spelaren kan välja att förstöra vegetationen för att bättre kunna utnyttja terrängen eller utveckla sätt att samverka med den. Om man förstör vegetationen blir man anfallen av "mindworms", en sorts maskar med psykiska egenskaper. Efter hand upptäcker människorna att de inhemska livsformerna utgör delar av en enda intelligent organism som omfattar hela planeten. Spelaren kan sedan välja att människornas medvetande (i hans fraktion) uppgår mentalt med planetens livsform och vinner då spelet om spelaren hinner först eller inte blir besegrad på annat vis.
I likhet med Civilization-spelen kan spelaren bygga speciella byggnader som ger spelfördelar för hela fraktionen (i Alpha Centauri kallade secret projects där de i Civilization kallas wonders, "under"). Varje projekt kan bara färdigställas av en fraktion och blir tillgängliga vartefter man forskar fram nya teknologier.

### Datalinks
En viktig del i spelet är så kallade datalinks, ett informationssystem som innehåller all information som spelaren kan behöva, uppbyggt på samma vis som Civilizations Civilopedia. Den viktigaste information är teknologiträdet som visar alla de teknologier som är tillgängliga i spelet, tillsammans med vad för kunskap som krävs för varje teknologi och vad man får tillgång till upptäcker den (nya chassis, vapen, rustning etc). Varje gång spelaren utbyter teknologi kan denne ta en titt i datalinks för att få reda på vad exakt det är som man ska köpslå med.
En del datalinks åtföljs av citat, antingen från historiska personer eller de olika fraktionens ledare, som läses upp första gången man bygger en byggnad eller gör en ny upptäckt.

### Terräng
Spelet har en tredimensionell karta av planetens yta där baser kan byggas och trupper förflyttas. Terrängens egenskaper bestämmer vad för resurser och hur mycket man får ut från den. Rutor med berg på sig ger till exempel mineraler men ingen mat om man forslar bort stenen, medan flodrutor producerar extra energi. Höjdnivån på terrängen reglerar hur mycket energi som man kan få ut, kan skapa regnskuggor etc. Om man har trupper med en terraformerings-modul så kan rutornas terräng förändras (inklusive att höja och sänka nivån över havet). Terrängen påverkar även strid, till exempel får försvarande enheter en +50% bonus på bergiga rutor medan artillerienheter får bonus om de attackerar från högre höjd.

### Trupper och strid
En enhet är uppbyggd av flera olika delar som chassi, vapen, rustning, reaktor och plats för speciella egenskaper. När mer avancerad teknologi blir tillgänglig kan gamla designer göras bättre och redan existerande enheter uppgraderas.
Generellt sett kan bara vänligt inställda trupper (sina egna eller en allierade) vara på samma ruta samtidigt. Fientliga trupper måste förstöras innan man kan flytta in på deras ruta. Strid startas vanligtvis när en enhet som tillhör en fraktion försöker gå in i en ruta där en fientlig enhet står. Många faktorer bestämmer hur striden sluter, bland annat:
- Den attackerade enhetens attackstyrka
- Den försvarande enhetens rustningsnivå
- Båda enheternas hälsa, som beror på vilken reaktor som används
- Båda enheternas moral
- Diverse bonusar

Genom att ha viss infrastruktur (som t.ex. Command Centers), skapa enheter med speciella egenskaper (som enheter med hög moral) och att ha en positiv moralnivå genom social utveckling ger alla moralbonusar till nya enheter; på samma sätt som negativa moralnivåer ger en sänkt moral, vilket sänker truppernas effektivitet. Moralen kan även höjas genom att ta kontroll över de utomjordiska monoliter som hittas på planetens yta eller genom att besegra fientliga trupper i strid.

## Systemkrav
- Pentium eller bättre
- 16 Mb RAM
- Windows 95 eller senare
- Mus eller tangentbord
- 4X CD-ROM
- Multiplayerstöd: Internet (TCP/IP), LAN (Windows Networking), modem och nollmodemkabel

## Böcker
Manusförfattaren Michael Ely har gett ut en serie fristående science fiction-romaner baserade på Alpha Centauri.

### Fotnoter
1. ↑  läs online, www.originsgames.com .[källa från Wikidata]
2. ↑  Kelsey D. Atherton (12 april 2016). ”Why Go to Alpha Centauri” (på engelska). Popular Science. http://www.popsci.com/why-go-to-alpha-centauri. Läst 20 oktober 2016.